# 朴鎔宇
朴 鎔宇（パク・ヨンウ、1993年9月10日 - ）は、大韓民国・高陽市出身のサッカー選手。UAEプロリーグ・アル・アインFC所属。ポジションはミッドフィールダー(MF)。韓国代表。

## 経歴

### クラブ
建国大学を経て2015年にFCソウルに加入。デビューシーズンは26試合に出場してFAカップ制覇に貢献した。しかし、翌2016年はシーズン途中に監督に就任した黄善洪が守備的MFのポジションにおいてオスマル、髙萩洋次郎、朱世鐘といった選手を好んだため、19試合の出場に留まった。
2017年、蔚山現代FCに移籍。同年、FCソウルに続いて蔚山でもFAカップ制覇を果たした。
2019年シーズン終了後、チームメイトの李明載、呉世勲とともに兵役に就き、2021年6月23日に兵役を終えて蔚山に復帰した。
2023年6月11日、チームメイトである李明載、李奎成とともに、SNS上でかつてライバルの全北現代でプレーしていたタイ代表のササラック・ハイプラコーンを揶揄する投稿を行ったことから人種差別と批判が巻き起こった。事態を重く見た韓国プロサッカー連盟は6月22日に賞罰委員会を開き、蔚山現代の3選手に対して1試合の出場停止と制裁金1500万ウォンの処分を科した。なお、人種差別問題で賞罰委員会が開かれたのは1983年のKリーグ発足以来初めてのことであった。
2023年7月17日、UAEプロリーグのアル・アインFCへの移籍が発表された。

### 代表
2023年6月、ユルゲン・クリンスマン監督によってペルー代表およびエルサルバドル代表と国際親善試合を行う韓国代表に招集され、6月16日、ペルー戦の後半に途中出場でA代表デビューを果たした。